# Луговское (Саратовская область)
Луговско́е — село в Ровенском муниципальном районе Саратовской области. Административный центр Луговского муниципального образования.
Основано в 1860 году
Население — 1164 (2010)

## История
Основано в 1860 году как колония Визенмиллер (нем. Wiesenmüller) выходцами из Россоши (Францозен), Усть-Кулалинки (Галка), Щербаковки (Мюльберг), Водяного Буерака (Штефан), Крестового Буерака (Мюллер), Буйдакова Буерака (Шваб), Верхней Кулалинки (Гольштейн), Лесного Карамыша (Гримм), Ключей (Моор), Голого Карамыша (Бальцер). По церковно-административному делению колония относилась к лютеранскому приходу Гнадентау. Немецкая колония Торгунской волости, а с 1914 года — волостное село Луговой волости Новоузенского уезда Самарской губернии (до октября 1918 года).
В 1871 году открыто земское училище. По сведениям Самарского губернского статистического комитета за 1910 год в селе Визенмиллер считалось 379 дворов с числом жителей 2630 мужского пола и 2577 — женского, всего — 5207 душ обоего пола поселян-собственников, немцев, лютеран. Количество надельной земли удобной показано 10909 десятин, неудобной — 1649 десятины. Село имело лютеранскую церковь, земскую школу, земскую станцию, 3 ярмарки, маслобойное заведение, 2 паровых, 1 водяную и 4 ветряных мельницы.
После образования в 1918 году трудовой коммуны (автономной области) немцев Поволжья село Визенмиллер входило сначала в Торгунский район Ровенского уезда; после ликвидации в 1921 году уездов, село вошло в Ровенский район, а в 1922 года — во вновь образованный Старо-Полтавский кантон. С 1927 года и до ликвидации АССР немцев Поволжья в 1941 году село Визенмиллер относилось к Зельманскому кантону АССР немцев Поволжья. В советский период село Визенмиллер являлось административным центром Визенмиллеровского сельского совета.
В 1926 году здесь имелась кооперативная лавка, мелиоративное товарищество, сельскохозяйственное кредитное товарищество, начальная школа, пункт ликбеза, изба-читальня, народный дом, сыроваренный завод, молочное училище. В 1928 году открыт томатоварочный завод. В период коллективизации организованы колхозы «Ленинс Вег» и «Зигер». В 1931 году была организована Визенмиллерская МТС.
28 августа 1941 года был издан Указ Президиума ВС СССР о переселении немцев, проживающих в районах Поволжья. Немецкое население депортировано в Сибирь и Казахстан, село Визенмиллер, как и другие населённые пункты Зельманского кантона, отошло к Саратовской области и было переименовано в село Луговское.

## Физико-географическая характеристика
Село находится в Низком Заволжье, относящемся к Восточно-Европейской равнине, на правом берегу реки Еруслан, у границы Саратовской и Волгоградской областей. Рельеф местности равнинный. Высота центра населённого пункта — 31 метр над уровнем моря. Почвы каштановые.
По автомобильным дорогам расстояние до районного центра посёлка Ровное составляет 39 км, до областного центра города Саратова — 140 км. У села проходит автодорога Палласовка — Ровное.
Климат
Климат умеренный континентальный (согласно классификации климатов Кёппена — Dfa). Многолетняя норма осадков — 379 мм. Наибольшее количество осадков выпадает в июле — 41 мм, наименьшее в марте — 21 мм. Среднегодовая температура положительная и составляет + 6,9 °С, средняя температура самого холодного месяца января −9,8 °С, самого жаркого месяца июля +23,2 °С.
Часовой пояс
Луговское, как и вся Саратовская область, находится в часовой зоне МСК+1. Смещение применяемого времени относительно UTC составляет +4:00.

## Население
Динамика численности населения
| 1860 | 1883 | 1889 | 1897 | 1904 | 1910 | 1920 | 1922 | 1923 | 1926 | 1931 |
| ---- | ---- | ---- | ---- | ---- | ---- | ---- | ---- | ---- | ---- | ---- |
| 885  | 2526 | 2644 | 2696 | 4366 | 5207 | 3223 | 2594 | 2469 | 2918 | 3399 |

| 2002 | 2010  |
| ---- | ----- |
| 1248 | ↘1164 |